# Taraxacum microcranum
Taraxacum microcranum là một loài thực vật có hoa trong họ Cúc. Loài này được Markl. ex Pettersson & Markl. miêu tả khoa học đầu tiên năm 1938.